# Oslare
Oslare (cyr. Осларе) – wieś w Serbii, w okręgu pczyńskim, w gminie Bujanovac. W 2002 roku liczyła 904 mieszkańców.